# Beschreibung der Graser
Beschreibung der Graser (abreviado Beschr. Gras.) es un libro con ilustraciones y descripciones botánicas que fue escrito por el naturalista alemán Johann Christian Daniel von Schreber, discípulo de Carlos Linneo. Fue editado en 2 volúmenes en los años 1766-1810.

## Publicación
- Volumen n.º 1: 1766-69
- Volumen n.º 2: 1770-1810